# Haruko Momoi
Haruko Momoi (桃井 はるこ, Momoi Haruko) est une chanteuse et une seiyū japonaise, née à Tokyo le 14 décembre 1977.

## Biographie

### Carrière
Son premier single fut Mail Me, une chanson écrite pour le film Suicide Club. En 2002, elle forma avec Masaya Koike le duo UNDER17, qui se distingua par de nombreuses chansons d'animes et de jeux vidéo.
Après leur dernier album, Best Album 3 ~Soshite Densetsu he...~, UNDER17 s'est séparé et chaque musicien a poursuivi sa carrière sur son propre chemin.

### Vie privée
Son groupe sanguin est O. Elle mesure 160 cm et ses passions sont entre autres, la collection de T-shirts et Internet.

## Image publique
Elle est affectueusement surnommée Halko par ses fans, un surnom qu'elle s'est donnée en référence à HAL 9000, l'ordinateur de bord du vaisseau Discovery de 2001, l'Odyssée de l'espace.
Elle participe à différentes conventions consacrées aux animes tels que le Desucon.
En 2007, elle sort son autobiographie Akihaba Love: I grew up with Akihabara.

## Doublages
- Chika Minazuki dans Ai Yori Aoshi
- Tama-chan dans Bottle Fairy
- Keiko Komatsuna  dans Code-E
- Utamaru dans D. C. ~Da Capo~
- China (Tina) dans DearS (PS2)
- Ai Hayakawa dans Final Fantasy: Unlimited
- Doria dans Gravion (en)
- Shinobu Enomoto dans Kujibiki Unbalance
- Mai Nonomiya dans Lovely Idol
- Masuzu Nijihara dans Majikano
- Tsukune dans Majokko Tsukune-chan OVA
- Chiya dans Netrun-mon
- Komugi Nakahara/Magical Nurse Komugi dans Nurse Witch Komugi-chan Magikarte
- Maromi dans Paranoia Agent
- Mii dans Popotan
- Maya dans Ragnarök the Animation
- Kou Saotome dans Ryusei Sentai Musumet
- San Seto dans Seto no Hanayome
- Komugi Nakahara dans Soul Taker
- Anise Tatlin dans Tales of The Abyss (PS2)
- Maru dans UFO Ultramaiden Valkyrie|UFO Princess Walküre
- Tia dans Stella Deus: The Gate of Eternity
- Seto Sun dans Seto No Hanayome

2008
- Mission-E (Keiko Komatsuna)
- Tales of the Abyss (Anise Tatlin)

2011
- Steins;Gate (Feiris Nyannyan)

## Discographie

### Singles
| Date de sortie   | Nom de l'album                                                         |
| 24 mai 2000      | Mail Me                                                                |
| 27 juillet 2005  | Ton Dol Baby (トンドルベイビー)                                        |
| 19 octobre 2005  | WONDER MOMO-i~New recording~                                           |
| 8 novembre 2006  | Saigo no Rock (さいごのろっく)                                         |
| 6 décembre 2006  | Yume no Baton (ゆめのばとん)                                           |
| 27 décembre 2006 | Enter!                                                                 |
| 28 mars 2007     | 21 Seiki (21世紀)                                                      |
| 10 octobre 2007  | Party!                                                                 |
| 25 octobre 2007  | Yuuen no Amulet/Opera Fantasia (悠遠のアミュレット/オペラファンタジア) |
| 25 octobre, 2007 | R・G・B…                                                               |
| 14 novembre 2007 | Lumic (ルミカ)                                                         |
| 29 avril 2009    | Ruujii Guujii (るーじー・ぐーじー)                                     |
| 17 juin 2009     | ☆Jien Otsu☆Song (☆自演乙☆ソング)                                       |
| 2 mars 2011      | Yoake no Samba (夜明けのサンバ)                                        |
| 22 juin 2011     | Ganbare... Sore wa, I Love You (がんばれ…それは、I Love You)           |

### Albums
| Date de sortie    | Nom de l'album                                                                    |
| 9 août 2006       | momo-i quality                                                                    |
| 21 février 2007   | Haruko UP DATE SONGS BEST (Haruko☆UP DATE SONGS BEST, はるこ☆UP DATE SONGS BEST)  |
| 21 mars, 2007     | Famison 8BIT (ファミソン8BIT)                                                     |
| 8 juin 2007       | Famison 8BIT STAGE2 (ファミソン8BIT STAGE2)                                       |
| 21 juin 2007      | COVER BEST - Cover Densha (COVER BEST カバー電車)                                 |
| 5 mars 2008       | Sunday early morning                                                              |
| 3 décembre 2008   | more&more quality RED ~Anime song cover~                                          |
| 3 décembre 2008   | more&more quality WHITE ~Self song cover~                                         |
| 30 septembre 2009 | Henji Ga Nai, Tada No Shitsuren No Youda (へんじがない、ただのしつれんのようだ。) |
| 15 septembre 2010 | IVY ~Aibii~ (IVY 〜アイビー〜)                                                    |
| 24 août 2011      | Showa (しょうわ)                                                                  |
| 24 octobre 2012   | 'Angya' Momo-i's World Tour (あんぎゃ 〜モモーイ世界の旅〜)                       |

### Anime Singles
| Date de sortie    | Nom de l'album                                            |
| 1er novembre 2006 | LoveLoveLove no Sei na no yo! (LoveLoveLoveのせいなのよ!) |
| 25 avril 2007     | Romantic Summer                                           |
| 23 mai 2007       | your gravitation                                          |
| 22 août 2007      | Dan Dan Dan                                               |
| 27 août 2008      | Feel So Easy                                              |

### DVD
- momo-i Live DVD (avex mode)
- Haruko☆UP DATE (Pony Canyon)
- CLIP BEST (avex mode)

### Book
- Akihaba LOVE ~Akihabara to issho ni otona ni natta~

(autobiographie sur  sa vie personnelle et professionnelle, ainsi que des anecdotes de son enfance)